# Vetenskapsåret 2007

## Händelser

### Arkeologi
- 31 januari - Brittiska arkeologer tror sig ha funnit de byar där människorna bakom Stonehenge bodde [1].
- 2 februari – Igenfyllda hål har från förhistorisk tid har hittats vid utgrävningar i Saxala gravfält i Munkedal, Sverige.[2]
- 6 februari – I Mantua, Italien har italienska arkeologer hittar en 5-6 000 år gammal grav med två personer som ligger och kramas. Det är första gången man hittar en grav med två personer från neolitikum, och första graven med två personer som kramas.[2]
- 26 februari - James Cameron påstår sig ha hittat Jesu grav, där Jesus påstås ligga med sonen Judah [1].
- 28 mars – Ett välbevarat skeppsvrak från 1600-talets mitt står på botten utanför Dalarö i Stockholms södra skärgård, Sverige.[2]
- 8 maj – Kung Herodes grav hittas på en kulle cirka 12 kilometer söder om Jerusalem. Man började gräva 1972 av den ryska armén.[2]
- 6 juni – Forskare konstaterar att den så kallade "ismannen" Ötzi, som 1991 hittades i en glaciär i Alperna, 45 år gammal dödades av den pilspets som tidigare påträffats i honom sedan den 5 100 år gamla kroppen skiktröntgats.[2]
- 1 juli – Kinesiska arkeologer meddelar att man hittat ett okänt 30 meter högt rum inne i den kejsargrav som bevakats av omkring 8 000 terrakottsoldater [1].
- 10 november - Arkeologen Walter Alva hittar ett 4 000 år gammalt tempel i Lambayequedalen i norra Peru [1].

### Astronomiochrymdfart
- 3 januari - Jorden vid perihelium.
- 6 januari - Merkurius i övre konjunktion.
- 10 januari - Indien skjuter ut sin första återanvändbara rymdkapsel i omloppsbana runt Jorden [1].
- 11 januari - Kina skjuter ner en av sina egna satelliter, vilket väcker internationell kritik [1].
- 14 januari - Kometen McNaught når sin största ljusstyrka och kan från Jorden ses i dagsljus från Södra halvklotet [1].
- 18 januari - En grupp astronomer kartlägger mörk materia i en del av universum [1].
- 22 januari - Indiens återanvändbara rymdkapsel kraschar i Bengaliska viken [1].
- 26 januari - Svenske rymdfararen Christer Fugelsang möts av tusentals personer på Stockholms centralstation vid ankomsten till Sverige.[2]
- 5 februari - Astronauten Lisa M. Nowak arresteras för försök till kidnappning och mord i ett triangeldrama som skakar om NASA.
- 8 februari - Neptunus i konjunktion med solen.
- 10 februari - Saturnus i opposition.
- 20 februari - Astronomer vid Universitetet i Cambridge hittar ännu en galax nära Vintergatan [1].
- 25 februari - Rymdsonden Rosetta flyger förbi Mars.
- 27 februari - New Horizons passerar Jupiter och fotograferar ett vulkanutbrott på Io [1].
- 5 mars - Uranus i konjunktion med solen.
- 13 mars - Rymdsonden Cassini–Huygens har tagit bilder på sjöliknande vätske- och kolvätefyllda områden på Titans nordpol.
- 15 mars - Nya radarmätningar från Mars Express visar att isen på Mars sydpol på vissa håll är 3 500 meter tjock [1].
- 5 april - Den amerikanske datormiljardären Charles Simonyi blir den femte rymdturisten sedan premiären för rymdturism 2001.
- 11 april - Travis Barman vid Lowell Observatory meddelar att planeten HD 209458 b har en atmosfär som innehåller vattenånga. Undersökningen av hypotesen fortsätter dock [1].
- 24 april - Astronomer tillkännager upptäckten av den jordlika exoplaneten Gliese 581 c, kretsande kring den röda dvärgstjärnan Gliese 581. Den kan innehålla vatten, och är eventuellt beboelig [1].
- 26 april – Stephen Hawking reser i ett ombyggt Boeing 727-flygplan som genom att flyga i en åarabelformad bana gör att passagerarna under 30 sekunder upplever tyngdlöshet [1].
- 2 maj
  - Nya analyser av stjärnhopen NGC 2808 visar att den innehåller stjärnor från tre generationer, och kan vara resterna av en dvärggalax [1].
  - NASA-rymdsonden New Horizon bilder skickar efter 13 månader i rymden bilderna från Jupiter.[2]
- 18 maj - Astronomen Anna Frebel och hennes team hittar HE 1523-0901, som med en ålder på över 13 miljarder år är den äldsta stjärna i Vintergatan man hittat [1].
- 5 juni - Rymdsonden Messenger flyger förbi Venus andra gången.
- 10 juli - Astronomer vid Caltech i USA hittar de hittills äldsta upptäckta galaxerna, som med sina 13,2 miljarder år bildades bara 500 miljoner år efter Big Bang [1].
- 4 augusti - Marssonden Phoenix skjuts iväg [1].
- 20 augusti - En ny neutronstjärna, som fått namnet Calvera, har upptäckts och kan med ett avstånd på mellan 250 och 1 000 ljusår vara den neutronstjärna som befinner sig närmast Jorden [1].
- 21 augusti - Rymdfärjan Endeavour kan landa säkert på Kennedy Space Center i USA trots en skada i värmeskölden [1].
- 23 augusti - Ett gigantiskt tomrum i universum på en miljard ljusår i diameter hittas [1].
- 15 september - Vad som troligtvis är en meteorit slår ner i södra Peru och skapar lokal panik [1].
- 27 september - Rymdsonden Dawn skjuts iväg, och skall besöka Ceres och 4 Vesta [1].
- 5 oktober - Japanska rymdsonden SELENE går in i bana runt Månen [1].
- 24 oktober - Folkrepubliken Kina skjuter ut rymdsonden Chang'e 1, som skall gå i omloppsbana runt Jordens måne för att bland annat fotografera månen dredimisionell [1].
- 30 oktober - En solpanel går sönder då den skall monteras av astronauterna på ISS [1].
- 7 november - Astronomer hittar den femte planeten i bana runt stjärnan 55 Cancri, vilket blir det högsta antal planeter som hittats i en bana runt annan stjärna än Solen [1].
- 13 november - Rymdsonden Rosetta flyger förbi jorden för andra gången av tre.
- 21 november - Naturliga satelliter som Månen runt Jorden är ovanliga menar astronomer. Månen anses ha bildats då en himlakropp brakade in i Jorden, vilket man menar tillhör undantagen [1].
- 19 december - Rymdsonden Mars Express hittar en struktur på Mars som antas vara en några tusen år gammal aktiv glaciär [1].

### Biologi
- 17 januari - Michail Fayinleder överflygningar av Sydsudan, som överraskande visar att djurlivet klarat 20 ås inbördeskrig [1].
- 23 januari - på Budapests zoo i Ungern föds en noshörning som tillkommit genom konstgjord befruktning [1].
- 15 mars - Världsnaturfonden visar i en rapport att populationen av trädleopard på Borneo, Sumatra och Java är en egen art: "Neofelis diardi" [1].
- 19 maj
  - Planerna på ett Internetlexikion omfattande alla djur- och växtarter lanseras [1].
  - Kronprinsessan Victoria av Sverige inviger jubileumsveckan för firandet av 300-årsminnet av Carl von Linnés födelse.[2]
- 13 juni - Valfångare har hittat en över 1000 år gammal harpunspets i en grönlandsval, som därför anses vara 115-130 år gammal  [1].
- 26 september - Världsnaturfonden publicerar fyndet av 11 hittills okända växt- och djurarter, bland annat en ny ormart, i ett avsides beläget område i Vietnam [1].

### Fysik
- 7 november - CERN får en ny kylanläggning [1].

### Geologi
- 16 januari - Smältande is avslöjar en ny ö vid Grönlands östkust. Den döps till Warming Island av Dennis Schmitt [1].

### Genetik
- 14 januari - Forskare vid Roslin Institute meddelar att de har gentekniska kycklingar som kan lägga ägg med förmågan att bekämpa cancer.[3]

### Medicin
- 19 februari - Amilia Sonja Taylor förklaras helt frisk, efter att fyra månader tidigare ha fötts som en av de minsta nyfödda någonsin, 23 centimeter lång [1].
- 2 april – Ett internationellt forskarlag har lyckats omvandla blod till en blodgrupp som kan ges till alla vid transfusioner, och lyckade tester har gjorts på människor.[2]
- 5 juli – I Roskilde, Danmark invigs Roskildefestivalen, och överskottspengarna går till Läkare utan gränser.[2]
- 27 juli - Klinisk försök med första nya vaccinet mot TBC på 80 år, MVA85A, inleds i Sydafrika [1].
- 11 september - WHO rapporterar om nytt ebolafeberutbrott i Kongo-Kinshasa. Över 150 personer dödas [1].
- 24 oktober - Europaparlamentet beslutar att utvecklingsländer får tillverka billiga medicinkopior [1].
- 29 oktober - Internationella forskarlag anser sig ha spårat den mest utbredda formen av HIV-virus till Haiti 1969 [1].
- 14 november - En experimentell typ av genterapi mot Parkinsons sjukdom visar lovande resultat i en amerikansk undersökning [1].
- 28 december - Proteinet Tes kan enligt forskare från London Research Institute stoppa cancerceller från att spridas [1],

## Priser och utmärkelser
- Abelpriset: Srinivasa S.R. Varadhan
- Bigsbymedaljen: Philip Donoghue [4]
- Copleymedaljen: Robert May
- Davymedaljen: John Simmons
- De Morgan-medaljen: Bryan John Birch
- Gad Rausings pris för framstående humanistisk forskargärning: Fil. dr Mogens Herman Hansen Köpenhamn
- Göran Gustafssonpriset:
  - Molekylär biologi: Christos Samakovlis
  - Fysik: Igor Abrikosov
  - Kemi: Mikael Akke
  - Matematik: Carel Faber
  - Medicin: Lars Nyberg
- Ingenjörsvetenskapsakademien utdelar Stora guldmedaljen till Bengt Kasemo
- Nobelpriset: [5]
  - Fysik: Albert Fert, Peter Grünberg
  - Kemi: Gerhard Ertl
  - Fysiologi/Medicin: Mario R. Capecchi, Martin J. Evans, Oliver Smithies
- Steelepriset: Karen Uhlenbeck, David Mumford och Henry McKean
- Turingpriset: Edmund Clarke, Allen Emerson och Joseph Sifakis
- Wollastonmedaljen: Andrew Knoll [6]

## Avlidna
- 20 juli - Kai Siegbahn, 89, svensk vinnare av Nobelpriset i fysik 1981.
- 2 augusti - Peter Eriksson, 48, svensk professor och hjärnforskare vid Sahlgrenska Akademin.
- 25 november - Peter Houghton, brittisk hjärtpatient som levt 2 713 dagar med konstgjort hjärta [1].

### Fotnoter
1. 1 2 3 4 5 6 7 8 9 10 11 12 13 14 15 16 17 18 19 20 21 22 23 24 25 26 27 28 29 30 31 32 33 34 35 36 37 38 39 40 41 42 43 44 45 46  Illustrerad vetenskaps stora årsbok 2007: Hela året - världen runt, Bonnier Publications International AS, 2008
2. 1 2 3 4 5 6 7 8 9 10   När Var Hur 2008. DN
3. ↑  ”Anti-cancer chicken eggs produced”. BBC News. 14 januari 2007. http://news.bbc.co.uk/1/hi/sci/tech/6261427.stm.
4. ↑  ”Geological Society”. Arkiverad från originalet den 5 juni 2011. https://web.archive.org/web/20110605101836/http://www.geolsoc.org.uk/gsl/society/history/page753.html. Läst 13 april 2011.
5. ↑  ”Nobelpriset”. http://nobelprize.org/nobel_prizes/lists/all/index.html. Läst 10 april 2011.
6. ↑  ”Geological Society”. Arkiverad från originalet den 5 juni 2011. https://web.archive.org/web/20110605102217/http://www.geolsoc.org.uk/gsl/society/history/page750.html. Läst 14 april 2011.